# Місячна веселка

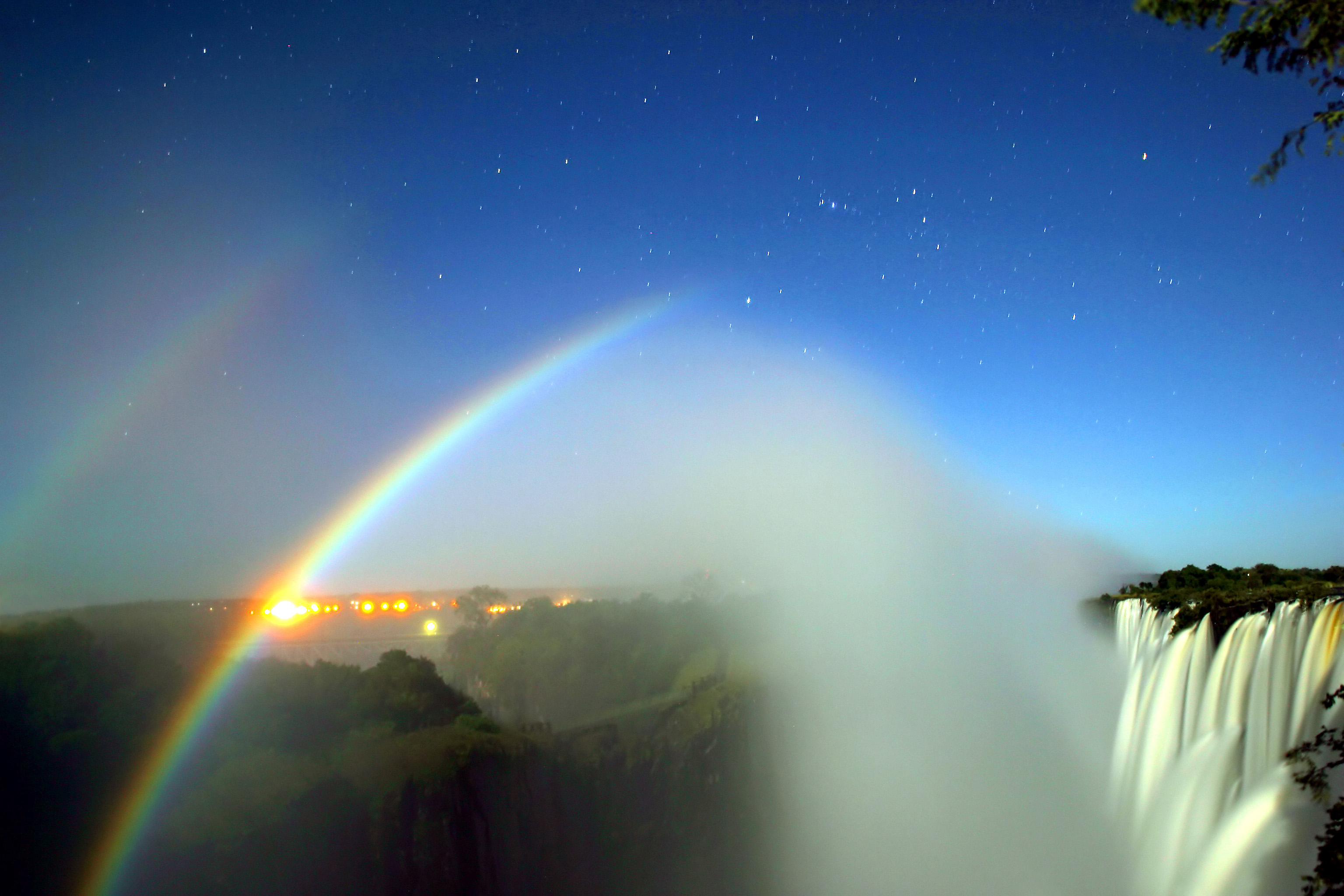
Місячна веселка на водоспаді Вікторія (Африка)

Мі́сячна весе́лка, або мі́сячна ра́йдуга — атмосферне оптичне явище, що виникає, коли світло Місяця заломлюється через краплі води, завішені в повітрі, наприклад, під час дощу або поблизу водоспаду.
Кількість світла навіть від найяскравішого повного Місяця набагато менша, ніж від Сонця, тому місячні веселки тьмяні й рідко зустрічаються. Той факт, що світла недостатньо для збудження колірних рецепторів людського ока, також посилює труднощі при спробі розгледіти кольори веселки. У результаті вона часто здається білою. Однак на фотографіях з тривалою експозицією кольори місячної веселки все ж таки виявляються.
Вперше місячна веселка згадана в «Метеорології‎»‎ Арістотеля (близько 350 до н. е.).
Місячна веселка вважається символом надії.

## Формування веселки

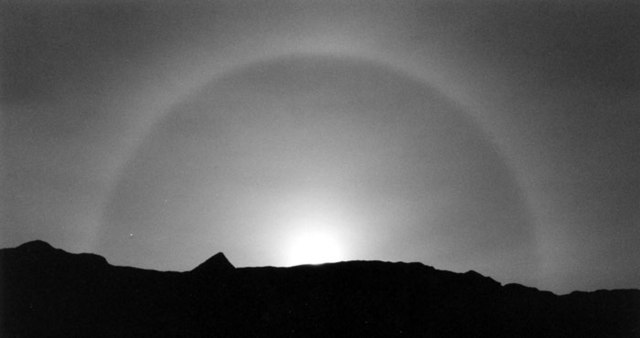
Формування місячної веселки

Для появи місячної веселки, як і денної, необхідно, щоби світло від Місяця відбивалося і заломлювалося крапельками води під певним кутом для створення ефекту дифракції. Місяць повинен бути в найповнішій фазі та низько в небі (під кутом менше 42° до горизонту), а саме нічне небо має бути дуже темним. Крім того, у місці спостереження повинен йти дощ або має бути інше джерело крапель води, наприклад водоспад.
Щоб побачити таке явище, Місяць повинен знаходитися позаду глядача (як у випадку зі звичайною веселкою). Найкращий час для спостереження місячної веселки — за кілька годин після заходу або перед сходом Сонця. Веселку також можна побачити, якщо дощ випадає під час сходу повного Місяця у крайніх широтах взимку.
Визначення кольорів залежить від розміру крапель вологи, присутніх у повітрі: чим вони менші, тим менш яскраві кольори. Всі сім кольорів присутні, просто вночі вони можуть бути дуже слабкими та тьмяними.

## Локації

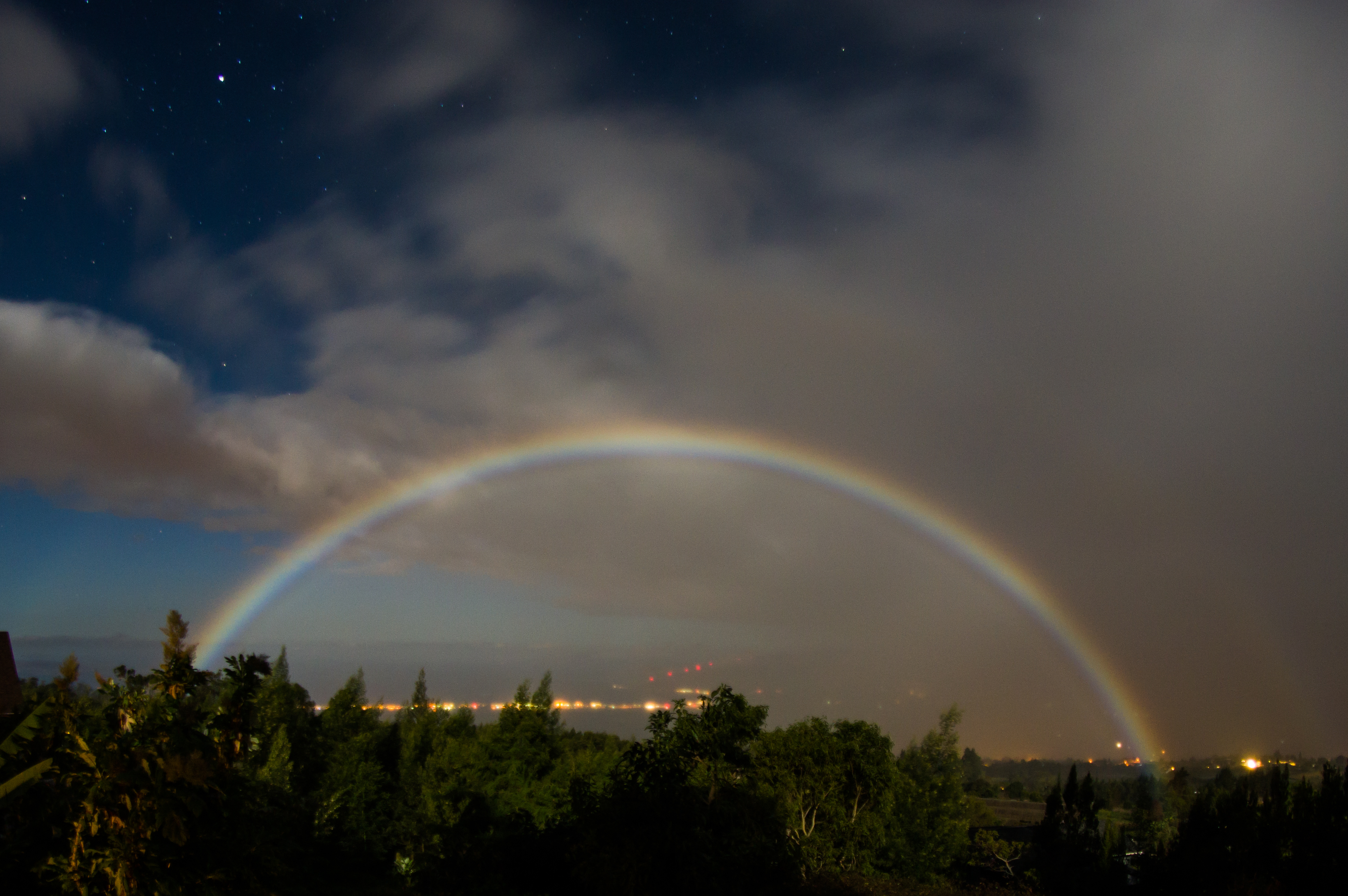
Місячна веселка на Гаваях

У багатьох місцях світу можна побачити веселки, спричинені бризками або туманом. В Америці їх спостерігають на різних водоспадах, наприклад, Ніагарському водоспаді, у Нью-Йорку, Йосемітському національному парку, в Каліфорнії.
Водоспад Вікторія в Африці, на кордоні Замбії та Зімбабве, також відомий місячними веселками.
У хмарних лісах Коста-Рики, таких гірських містах, як Монтеверде і Санта-Елена, також з певною регулярністю можна спостерігати місячні веселки майже кожну повню у період з грудня до лютого. Веселки не обмежуються лише часом на світанку, вони можуть з'являтися і після заходу Сонця, але для цього необхідний повний або майже повний місяць.
Місячні веселки також зустрічаються на Кауаї, Гаваї, коли місяць сходить під час невеликого дощу, та Плитвицьких озерах у Хорватії.

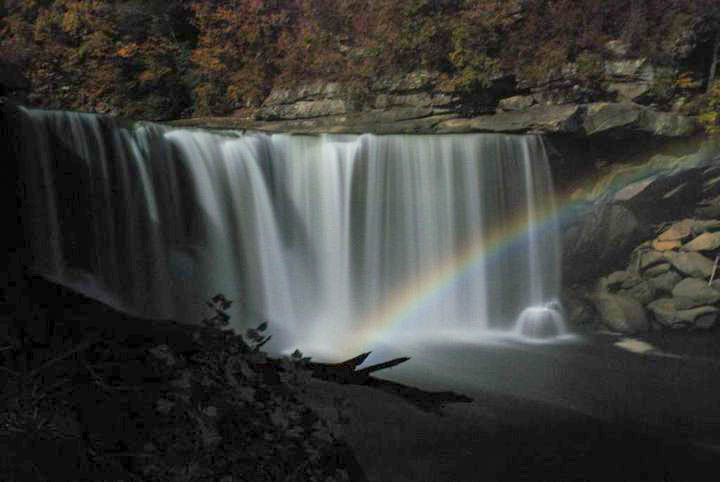
Водоспад Камберленд

Єдине місце у західній півкулі, де регулярно з'являється місячна веселка — водоспад Камберленд, розташований неподалік Корбіну у штаті Кентуккі. Місячна веселка з'являється протягом двох днів у період повні за умови ясного неба. Водоспад Камберленд Фоллс неймовірно вражає в денний час, але кілька днів на місяць він буквально світиться вночі. На відміну від багатьох інших парків Кентуккі, Камберленд Фоллс спеціально відкритий 24 години, щоб туристи могли подивитися на місячну веселку.
На острові Гаваї під час дощу Місяць сходить на східному горизонті, а на водоспадах Йосеміті в Каліфорнії часто спостерігаються подвійні місячні веселки через грозовий туман

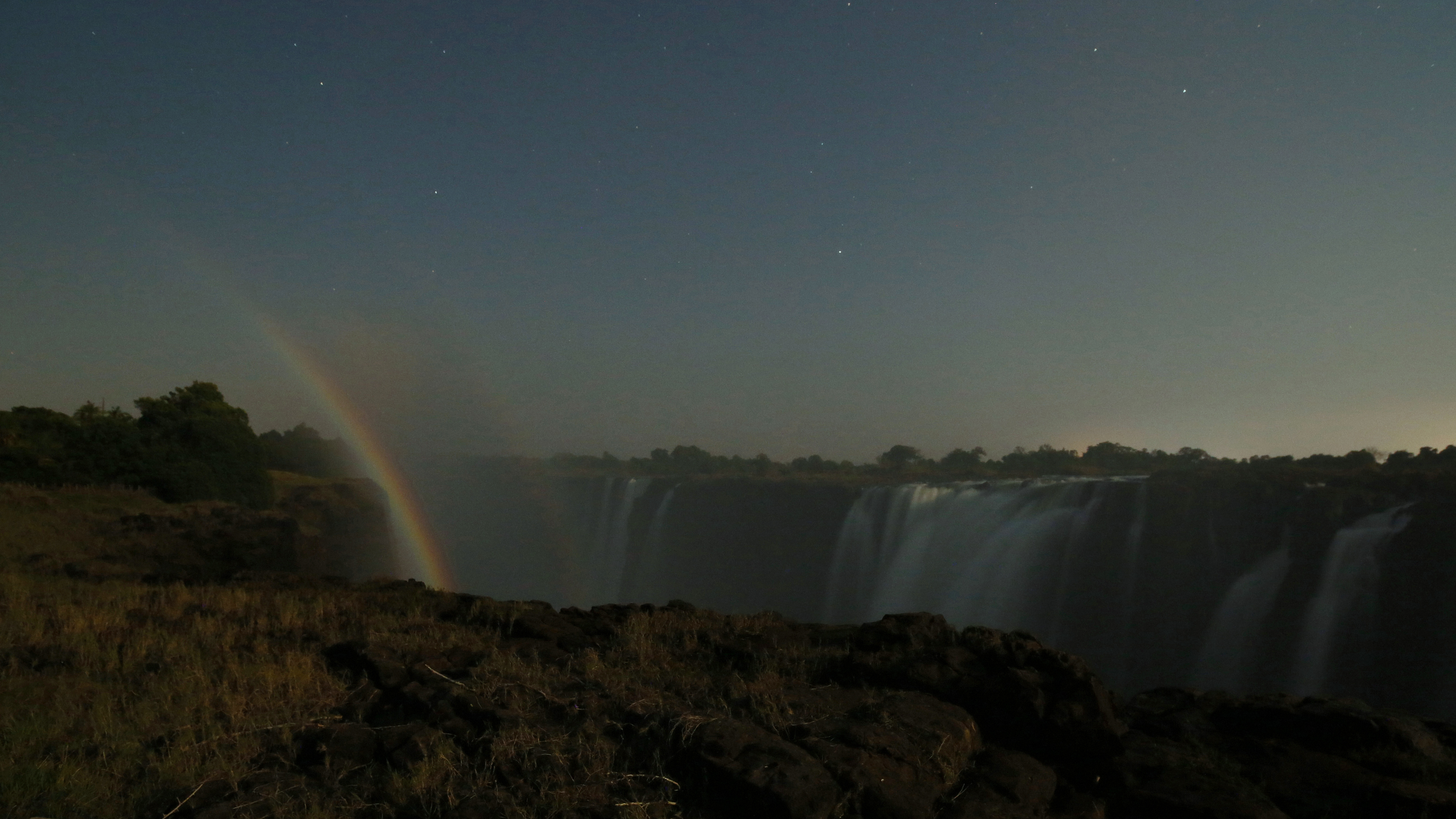
Подвійна місячна веселка

Якщо веселка утворюється на водоспаді, її називають бризковою місячною веселкою..
Імовірність побачити місячну веселку становить менше 10 % порівняно із сонячною, оскільки для її появи в нічному небі потрібні відповідні умови.